# Prugny
Prugny és un municipi francès situat al departament de l'Aube i a la regió del Gran Est. L'any 2007 tenia 395 habitants.

## Demografia

### Població
El 2007 la població de fet de Prugny era de 395 persones. Hi havia 144 famílies de les quals 20 eren unipersonals (4 homes vivint sols i 16 dones vivint soles), 52 parelles sense fills, 64 parelles amb fills i 8 famílies monoparentals amb fills.
La població ha evolucionat segons el següent gràfic:
Habitants censats

### Habitatges
El 2007 hi havia 164 habitatges, 151 eren l'habitatge principal de la família, 8 eren segones residències i 5 estaven desocupats. Tots els 164 habitatges eren cases. Dels 151 habitatges principals, 126 estaven ocupats pels seus propietaris i 25 estaven llogats i ocupats pels llogaters; 10 tenien tres cambres, 56 en tenien quatre i 85 en tenien cinc o més. 138 habitatges disposaven pel capbaix d'una plaça de pàrquing. A 48 habitatges hi havia un automòbil i a 99 n'hi havia dos o més.

### Piràmide de població
La piràmide de població per edats i sexe el 2009 era:
| Homes | Edats   | Dones |
| ----- | ------- | ----- |
| 0     | 95 o +  | 0     |
| 0     | 90 a 94 | 4     |
| 0     | 85 a 89 | 0     |
| 0     | 80 a 84 | 0     |
| 4     | 75 a 79 | 4     |
| 4     | 70 a 74 | 0     |
| 4     | 65 a 69 | 4     |
| 12    | 60 a 64 | 8     |
| 8     | 55 a 59 | 16    |
| 20    | 50 a 54 | 20    |
| 0     | 45 a 49 | 12    |
| 16    | 40 a 44 | 16    |
| 16    | 35 a 39 | 8     |
| 8     | 30 a 34 | 12    |
| 16    | 25 a 29 | 16    |
| 4     | 20 a 24 | 4     |
| 16    | 15 a 19 | 4     |
| 16    | 10 a 14 | 12    |
| 12    | 5 a 9   | 0     |
| 12    | 0 a 4   | 12    |

## Economia
El 2007 la població en edat de treballar era de 268 persones, 197 eren actives i 71 eren inactives. De les 197 persones actives 193 estaven ocupades (102 homes i 91 dones) i 4 estaven aturades (2 homes i 2 dones). De les 71 persones inactives 36 estaven jubilades, 23 estaven estudiant i 12 estaven classificades com a «altres inactius».

### Ingressos
El 2009 a Prugny hi havia 151 unitats fiscals que integraven 402 persones, la mediana anual d'ingressos fiscals per persona era de 21.134 €.

### Activitats econòmiques
Dels 8 establiments que hi havia el 2007, 1 era d'una empresa de construcció, 2 d'empreses de comerç i reparació d'automòbils, 2 d'empreses financeres, 2 d'empreses de serveis i 1 d'una empresa classificada com a «altres activitats de serveis».
L'únic servei als particulars que hi havia el 2009 era una lampisteria.
L'any 2000 a Prugny hi havia 6 explotacions agrícoles.

## Equipaments sanitaris i escolars
El 2009 hi havia una escola maternal integrada dins d'un grup escolar amb les comunes properes formant una escola dispersa.

## Poblacions més properes
El següent diagrama mostra les poblacions més properes.